# Blas Piñar
Blas Piñar López, né le 22 novembre 1918 à Tolède et mort à Madrid le 28 janvier 2014, était un homme politique, juriste et essayiste espagnol, connu pour sa proximité avec l'idéologie franquiste, le nationalisme espagnol et le catholicisme traditionaliste.

## Biographie
Il a été notaire à Cieza, Murcie et Madrid. Engagé très jeune dans le catholicisme politique, il a été membre de l'Asociación Católica de Propagandistas. Président de l’ancien parti Fuerza Nueva, il était également président d'honneur du parti conservateur Alternativa Española.

## Publications
- Prestación alimenticia en nuestro Derecho civil, Editorial Reus, 1955,  (ISBN 978-84-290-0274-4).
- ¿Hacia la IIIª República?, Fuerza Nueva, 1979,  (ISBN 978-84-7378-024-7).
- Hacia un Estado nacional, Fuerza Nueva, 1980,  (ISBN 978-84-7378-028-5).
- Combate por España, Fuerza Nueva, 1980,  (ISBN 978-84-7378-006-3); 1982,  (ISBN 978-84-7378-007-0).
- Tiempo de ángeles, Arca de la Alianza Cultural, 1987,  (ISBN 978-84-86593-10-0).
- El derecho a vivir, Fuerza Nueva, 1987,  (ISBN 978-84-7378-037-7).
- Curso breve de formación política, Fuerza Nueva, 1991,  (ISBN 978-84-7378-038-4).
- Mi réplica al cardenal Tarancón, Fuerza Nueva, 1998,  (ISBN 978-84-7378-046-9).
- Fieles al 18 de Julio, Fuerza Nueva, 2002,  (ISBN 978-84-7378-054-4).
- Mis mensajes políticos del 20-N, Fuerza Nueva, 2005,  (ISBN 978-84-7378-060-5).
- Tres temas teológicos, Fuerza Nueva, 2008,  (ISBN 978-84-7378-063-6).
- La Iglesia y la guerra española de 1936 a 1939, Actas, 2011,  (ISBN 978-84-9739-114-6).
- El Alcázar no se rinde: la historia gráfica del asedio más simbólico de la Guerra Civil, La Esfera de los Libros, 2011,  (ISBN 978-84-9970-089-2).
- Bendita tú entre las mujeres, Álvarez-Beigbeder Editores y Consultores, 2011,  (ISBN 978-84-936907-9-3).
- Escrito para la historia [obra completa], Fuerza Nueva, varios años,  (ISBN 978-84-7378-049-0).
- Por España entera
- La pura verdad
- Bandera discutida
- Así sucedió
- Mis mensajes políticos del 20-N, 2005